# Eurosia Fabris Barban
Eurosia Fabris Barban, OFS (27. září 1866, Quinto Vicentino – 8. ledna 1932, Marola) byla italská římskokatolická laička, členka Sekulárního františkánského řádu. Katolická církev ji uctívá jako blahoslavenou.

## Život
Eurosia Fabris dne 27. září 1866 v Quinto Vicentino poblíž Vicenzy Luigimu a Marii Fabrisovým. Její rodiče byli farmáři. Roku 1870 se s rodinou přestěhovala do nedaleké vesnice Marola (část obce Torri di Quartesolo), také v provincii Vicenza, kde prožila zbytek svého života. Školu navštěvovala pouhé dva roky, v letech 1872–1874, protože musela pomáhat rodičům s farmářskými a domácími pracemi. Dále se však vzdělávala četbou převážně církevních knih. Ve dvanácti letech přijala své první svaté přijímání.
Připojila se ke „Sdružení dcer Marie“ a byla jeho oddanou členkou. Již v mládí ve své farnosti učila katechizmus a pomáhala dívky učit se šití. Později se stala členkou Sekulárního františkánského řádu.
Jako osmnáctiletá obdržela několik nabídek k sňatku, protože byla známá jako oddaná, zbožná a pracovitá dívka. Všechny je však odmítla, protože se v té době necítila být povolána k manželství. Roku 1885 zemřela mladá vdaná žena, žijící poblíž jejího domova, a zanechala za sebou tři malé dcery, kdy jedna z nich zemřela krátce po matce. Dalším dvěma, Chiaře Angele a Italii, bylo pouhých 20 měsíců a 2 měsíce. Otec dětí Carlo Barban byl pryč, neboť se musel staral se o své nemocné příbuzné. Po dobu šesti měsíců k dívkám domů pravidelně odcházela, aby se postarala o ně a jejich domácnost.
Po hluboké úvaze prostřednictvím modlitby a na radu svých příbuzných a místního faráře se rozhodla provdat za otce dívek, ovdovělého Carla Barbana. Jejich svatba se konala 5. května 1886 ve farním kostele v Marole. Kromě dvou dívek, které adoptovala, s ním měla dalších devět dětí. Pomáhala také dalším potřebným dětem, které často doma hostila. Svůj život zasvětila rodině, své děti vychovávala ve víře. Tři z jejích synů se staly kněžími, včetně Bernardina, františkánského kněze, který byl jejím prvním životopiscem.
Projevovala velkou dobročinnost vůči chudým a během a po první světové válce finančně podporovala válečné sirotky. Dne 31. května 1930 zemřel její manžel poté, co o něj před smrtí pečovala.
Zemřela dne 8. ledna 1932 v Marole, kde je také v místním farním kostele pohřbena.

## Úcta
Její beatifikační proces započal dne 29. září 1974, čímž obdržela titul služebnice Boží. Dne 7. července 2003 ji papež sv. Jan Pavel II. podepsáním dekretu o jejích hrdinských ctnostech prohlásil za ctihodnou. Dne 22. června 2004 byl uznán zázrak na její přímluvu, potřebný pro její blahořečení.
Blahořečena pak byla dne 6. listopadu 2005 v katedrála Zvěstování Panny Marie ve Vicenze. Obřadu předsedal jménem papeže Benedikta XVI. kardinál José Saraiva Martins.
Její památka je připomínána 8. ledna.